# ATC-kod R01: Medel vid nässjukdomar
ATC-kod R01: Medel vid nässjukdomar är en del av klassificeringssystemet ATC (Anatomical Therapeutic Chemical Classification System) för läkemedel och vissa andra medicinska produkter. ATC utvecklas av WHO och består av alfanumeriska koder indelade i grupper utifrån anatomi, medicinsk funktion och läkemedelstyp på 5 olika kodnivåer. Denna sida utgör innehållet i en specifik grupp på nivå 2.

## R01AAvsvällande medeloch övriga medel vid nässjukdomar för lokal behandling

### R01AAAdrenergika
R01AA02 Cyklopentamin
R01AA03 Efedrin
R01AA04 Fenylefrin
R01AA05 Oximetazolin
R01AA06 Tetryzolin
R01AA07 Xylometazolin
R01AA08 Nafazolin
R01AA09 Tramazolin
R01AA10 Metizolin
R01AA11 Tuaminoheptan
R01AA12 Fenoxazolin
R01AA13 Tymazolin
R01AA14 Adrenalin

### R01ABAdrenergika, kombinationer, exklkortikosteroider
R01AB01 Fenylefrin
R01AB02 Nafazolin
R01AB03 Tetrahydrozolin
R01AB05 Efedrin
R01AB06 Xylometazolin
R01AB07 Oximetazolin
R01AB08 Tuaminoheptan

### R01ACAntiallergika, exklkortikosteroider
R01AC01 Natriumkromoglikat
R01AC02 Levokabastin
R01AC03 Azelastin
R01AC04 Antazolin
R01AC05 Spaglumsyra
R01AC06 Thonzylamin
R01AC07 Nedocromil
R01AC51 Natriumkromoglikat, kombinationer

### R01ADGlukokortikoider
R01AD01 Beklometason
R01AD02 Prednisolon
R01AD03 Dexametason
R01AD04 Flunisolid
R01AD05 Budesonid
R01AD06 Betametason
R01AD07 Tixokortol
R01AD08 Flutikason
R01AD09 Mometason
R01AD11 Triamcinolon
R01AD12 Flutikasonfuroat
R01AD52 Prednisolon, kombinationer
R01AD53 Dexametason, kombinationer
R01AD57 Tixokortol, kombinationer
R01AD60 Hydrokortison, kombinationer

### R01AX Övriga medel vid nässjukdomar
R01AX01 Kalciumhexamintiocyanat
R01AX02 Retinol
R01AX03 Ipratropiumbromid
R01AX05 Ritiometan
R01AX06 Mupirocin
R01AX07 Hexamid
R01AX08 Framycetin
R01AX10 Övriga
R01AX30 Kombinationer

## R01BAvsvällande medelvid nässjukdomar för systemisk behandling

### R01BAAdrenergika
R01BA01 Fenylpropanolamin
R01BA02 Pseudoefedrin
R01BA03 Fenylefrin
R01BA51 Fenylpropanolamin, kombinationer
R01BA52 Pseudoefedrin, kombinationer
R01BA53 Fenylefrin, kombinationer

### Engelska
- WHO Collaborating Centre for Drug Statistics Methodology - ATC Index
- WHO Collaborating Centre for Drug Statistics Methodology - ATCvet Index

### Svenska
- SIL online
- FASS.se - ATC
- FASS.se - Veterinär-ATC
- Sök läkemedelsfakta - Läkemedelsverket
- Socialstyrelsen : Klassifikationer
- Nationellt produktregister för läkemedel - NPL